# Жослен II
Жослен II де Куртене (фр. Josselin II de Courtenay, 1113 — 1159, Алеппо) — граф Эдессы с 1131 года, последний правитель графства Эдесского. Сын графа Жослена I и Беатрис, дочери армянского царя Костандина I.
В юности Жослен попал в плен к мусульманам во время битвы при Азазе в 1125 году, но затем усилиями короля Иерусалима Балдуина II был освобожден. В 1131 году его отец Жослен I был ранен в сражении с Данишмендами и вскоре умер. После его смерти Жослен унаследовал графство Эдесское.
К тому времени над графством нависла угроза со стороны Занги, объединившего под своей властью Алеппо и Мосул. Жослен II не уделял должного внимания безопасности своих границ, так как был слишком занят конфликтом с Триполи. В 1138 году Жослен, княжество Антиохия и император Византии Иоанн II общими усилиями попытались напасть на Занги, но потерпели поражение.

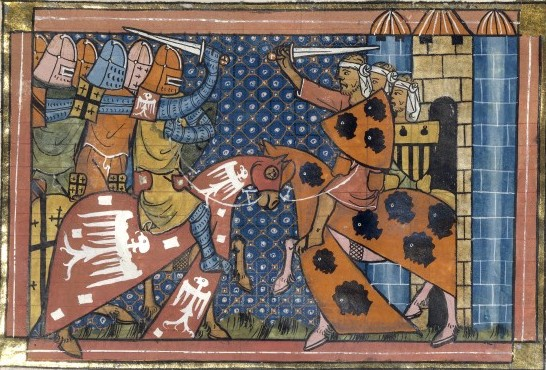
Битва под Эдессой. 1146 год.

В 1144 году, воспользовавшись отсутствием Жослена в Эдессе (он находился в Антиохии), Занги окружил город. Осада Эдессы продлилась всего месяц, и 24 декабря того же года город пал. Ворвавшись в Эдессу, мусульмане устроили резню — хроника сообщает, что они «утолили жажду кровью стариков и детей, мужчин и женщин, священников и дьяконов, отшельников и монахов, монахинь и девушек, младенцев, женихов и невест». Жослен продолжал формально оставаться графом Эдессы и управлял остатками своего графства из города Турбессель. После гибели Занги в 1146 году он предпринял попытку вернуть утраченные владения, но в ноябре 1146 года потерпел поражение от атабека Нур ад-Дина Махмуда и едва избежал плена. В 1150 году Жослен все же попал в плен к мусульманам и удерживался в Алеппо до самой своей смерти в 1159 году. Хронист Михаил Сириец так рассказывает о пленении Жослена:

Во время бегства Жослину показалось, что он налетел на дерево и упал. Многие утверждают, что на этом месте не было дерева, но что он свалился там, где был покинут всевышним. Нашедший его туркмен не знал, что перед ним Жослин, и хотел продать его христианам. Когда же некий иудей встретил их в арабской деревне и узнал Жослина, то они обрадовались и повели его в Халеб. Его привод в Халеб стал большой радостью для мусульман. Управитель города купил его у туркмена за тысячу динаров. Жослин очень многое перенес в плену и там же скончался в мучениях. Он провел в заточении восемь лет. Мусульмане изыскивали всякие соблазны и давали обещания с тем, чтобы он принял ислам, но тот не поддался. Они угрожали ему пытками, но он не испугался и остался тверд в своем решении.— 

## Потомки
У Жослена было трое детей:
- Жослен III, унаследовал после смерти отца титул графа Эдессы
- Агнес де Куртене, в 1158 году вышла замуж за Амори I, короля Иерусалима
- Изабелла де Куртене, в 1159 году вышла замуж за Тороса II, князя Киликии[2]

Внуки
- Балдуин IV,
- Сибилла
- Дева Кипра

Правнуки
- Балдуин V — правитель Иерусалима.